# 37-mm-Panzerabwehrkanone M1930 (1-K)
Die 37-mm-Panzerabwehrkanone M1930 (1-K) (37-мм противтанкова пушка обр. 1930 г.(1-к)) war ein Panzerabwehrgeschütz, welches vor dem Zweiten Weltkrieg in Deutschland für die Sowjetunion entwickelt wurde. Die von Rheinmetall entwickelte Waffe wurde in der Sowjetunion eingeführt und schon bald als unzureichend bewertet. Sie ist der direkte Vorläufer der später in großer Zahl gebauten 45-mm-Panzerabwehrkanone M1930 bzw. M1932, auf welche die Wehrmacht zu Beginn des Angriffs auf die Sowjetunion häufig traf.

## Beschreibung
Als Vorläufer der deutschen 3,7-cm-Pak weist das Geschütz viele Gemeinsamkeiten mit dem bekannten deutschen Geschütz auf. Beide Geschütze waren technisch soweit identisch, dass die deutsche 3,7-cm-Munition verschossen werden konnte und umgekehrt die sowjetische Munition genutzt werden konnte. Die 1-K hatte eine Spreizlafette mit ungefederten Holzspeichenrädern, welches sie leicht als einen frühen Entwurf der 1930er-Jahre erkennbar macht. Doch sie weist bereits den abgeschrägten Schutzschild der späteren deutschen Geschütze auf. Das System mit Federvorholer, hydraulischem Rückstoßdämpfer und horizontalem Keilverschluss entspricht dem späteren Rheinmetall-Geschütz.

## Geschichte
Im Vertrag von Rapallo vereinbarten das Deutsche Reich und die Russische Sozialistische Föderative Sowjetrepublik (späteres Gründungsmitglied der Sowjetunion) 1922 engere wirtschaftliche Zusammenarbeit. Die eigenen Bemühungen der Sowjetunion, Panzerabwehrgeschütze ab Ende der 1920er-Jahre zu schaffen, wurden von Käufen im Ausland begleitet. Auch fehlte den sowjetischen Ingenieuren die nötige Erfahrung bezüglich dieses neuen Geschütztyps. Deutschland war aufgrund des Versailler Vertrages die Entwicklung dieses Geschütztyps verboten, doch heimlich entwickelte Rheinmetall diese Waffentypen weiter. Im Jahr 1926 wurde ein Prototyp gebaut, die neue 3,7-cm-Panzerabwehrkanone 26. Man war interessiert, die Entwicklung weiter voranzutreiben und suchte nach Möglichkeiten, dies zu tun. So wurde schließlich 1929 von Rheinmetall die Firma BUTAST für die Geschäfte mit der Sowjetunion gegründet. Eine Entscheidung des Ministerrates der UdSSR vom 8. August 1930 bildete die Grundlage für ein geheimes Abkommen. Dieses verpflichtete die BUTAST, die Sowjetunion bei der Entwicklung von sechs Waffensystemen zu unterstützen.
- 20-mm-Flakgeschütze
- 37-mm-Flakgeschütze
- 37-mm-Panzerabwehrkanonen
- 76-mm-Flakgeschütze
- 152-mm-Mörser
- 152-mm-Haubitzen

Für eine große Summe lieferte BUTAST danach Prototypen, Dokumentation und Teile an die Sowjetunion, aus denen von jedem Typ einige Geschütze zusammengebaut werden konnten. Die Waffen waren durchweg modern und in vielen Fällen basierte die Bewaffnung der Wehrmacht im Zweiten Weltkrieg auf den gleichen Entwürfen. Die Sowjetunion übernahm die Entwürfe, doch noch war die sowjetische Rüstungsindustrie trotz der Hilfe aus Deutschland noch nicht so weit, diese Waffen in Serie zu fertigen. So zum Beispiel bei den leichten, automatischen Flugabwehrkanonen.
Zu den von Rheinmetall gelieferten Waffen gehörte ein früher Entwurf einer 3,7-cm-Panzerabwehrkanone. Hiervon wurden nach einem Vertrag vom 28. August 1930 insgesamt 12 Stück geliefert. Die russische Bezeichnung dieser Waffe lautet 37-мм противотанковая пушка образца 1930 года (1-К).
Als im Jahr 1941 die deutsche Wehrmacht angriff, war die 1-K nur noch gegen leicht gepanzerte Fahrzeuge einsetzbar. Modernere Panzer konnten nur von der Seite ausgeschaltet werden und das auch nur auf kurze Distanz (weniger als 300 m). Dies hing auch mit der sowjetischen Munition zusammen.
Die 37-mm-Panzerkanone B-3 (5-K) basierte auf der 1-K, sie wurde im leichten Panzer BT-2 verbaut.

## Produktion
Die Fertigung des Geschützes erfolgte in dem am 9. November 1922 nach Michail Kalinin benannten Werk Nr. 8 (russisch Завод № 8 им.« М. И. Калинина»), das zuvor seit dem 13. Dezember 1863 Waffenfabrik im Arsenal von Sankt Petersburg war, 1918 nach Podlipki (Подлипки), (Koroljow) verlegt wurde und ab 1941 in Jekaterinburg produzierte. 1930 wurde mit dem Leiter Wladimir Michailowitsch Bering (Владимир Михайлович Беринг) das Konstruktionsbüro eröffnet, dessen erste Entwicklung die Panzerkanone „1-K“ wurde. Als Experimental-Konstruktionsbüro „OKB-8“ folgten bis in die 1960er-Jahre weitere Waffenentwicklungen in Jekaterinburg. Da die Fertigung des Geschütz 1-K anfangs teils in Einzelanfertigung erfolgte, war die Produktion aufwendig. Im Jahr 1931 wurden 255 Stück bestellt, jedoch keines von der Qualitätskontrolle abgenommen. Im Folgejahr 1932 wurden 254 Stück bestellt und schließlich 404 abgenommen, die restlichen 105 Stück folgten 1933. Zwischenzeitlich hatte man die leistungsfähigere 45 mm Panzerabwehrkanone M1932 (19-K) entwickelt, so dass die Produktion eingestellt wurde.

## Munition
Die sowjetische Rüstungsindustrie verwendete bis 1942 überwiegend Nitrozellulosepulver als Treibmittel für die Munition für Handfeuerwaffen, Artillerie und Panzerabwehrgeschütze. Erst danach trafen britische Hilfslieferungen mit Cordit ein und fortschrittlichere Treibmittel wurden für die Rüstungsindustrie verfügbar. Auch wurden weiterhin Panzersprenggranaten produziert, während die meisten Nationen inzwischen Panzervollgeschosse, Panzervollgeschosse mit Kappe und Panzervollgeschosse mit Kappe und ballistischer Haube einsetzten. Die Panzersprenggranaten entsprachen noch dem Typ, der schon 1890 für die Hotchkiss-Marinekanonen entwickelt worden war. Diese Munition war besonders wirksam gegen Ziele mit einer gewissen Deckung, wie Sandsackstellungen, Erd- oder Holzbunker, insbesondere im Vergleich mit herkömmlichen Explosivgeschossen.

## Einsatz
Die 1-K war die erste echte Panzerabwehrkanone der Roten Armee (RKKA) und wurde dementsprechend aktiv für die Ausbildung von Panzerjägereinheiten eingesetzt. Am 1. Januar 1936 hatte die RKKA 506 Geschütz im Bestand, davon 422 einsatzbereit, 53 in Instandsetzung, 28 bei Ausbildungseinheiten und 3 nicht einsetzbar.
Nachdem die Rote Armee größere Mengen der leistungsfähigeren 45-mm-Pak erhalten hatte, wurden die 1-K an Ausbildungsverbände gegeben oder eingelagert. Wie viele 1-K beim deutschen Angriff im Juni 1941 noch bei den Fronttruppen waren, ist nicht bekannt. Aber es ist bekannt, dass sie noch bei einigen Einheiten vorhanden waren, so wie zum Beispiel beim 8. mechanisierten Korps und man kann davon ausgehen, dass die eingelagerten Geschütze schnell zur Ausrüstung der Verbände herangezogen wurden. Spezielle Berichte über den Einsatz der Geschütze gibt es nicht, vermutlich wurden die meisten beim schnellen Vormarsch der Wehrmacht an diese verloren.

## 3,7-cm-Panzerabwehrkanone 158 (r)
Die von der Wehrmacht erbeuteten Geschütze dieses Typs wurden als 3,7-cm-Panzerabwehrkanone 158 (r) in den Bestand der Wehrmacht übernommen. Da die Waffe in der Lage war, deutsche Munition zu verschießen, dürften diese eine willkommene Beute gewesen sein. Natürlich war man seitens Rheinmetall daran interessiert, wie sich die erbeuteten 1-K im Vergleich zu 3,7-cm-Pak machten. So wurden die Waffe 1941 geprüft. Die maximale Durchschlagsleistung lag bei 42 mm einer senkrecht stehender, homogenen Chrom-Nickel-Platte Panzerstahl auf einer Entfernung von 100 Meter mit einem APHE-Geschoss. Bei einer gehärteten Kohlenstoffstahlplatte wurden auf 100 m mit gleicher Munition 61 mm durchschlagen. Im Vergleich lag die Durchschlagsleistung der deutschen Pak bei 44 mm auf 100 m mit der Panzergranate 18 (APHE) und bei der Kohlenstoffstahlplatte bei 64 mm. Die deutsche Panzergranate 39 (APCBC) konnte auf 100 m Entfernung 65 mm gewalzten Panzerstahl und die Panzergranate 40 sogar 79 mm Panzerstahl durchschlagen. Die Treibladung der deutschen Patronen erzeugte mehr Energie, da die deutsche Rüstung Binatol als Treibmittel verwendete.